# Base aérienne de Sigonella

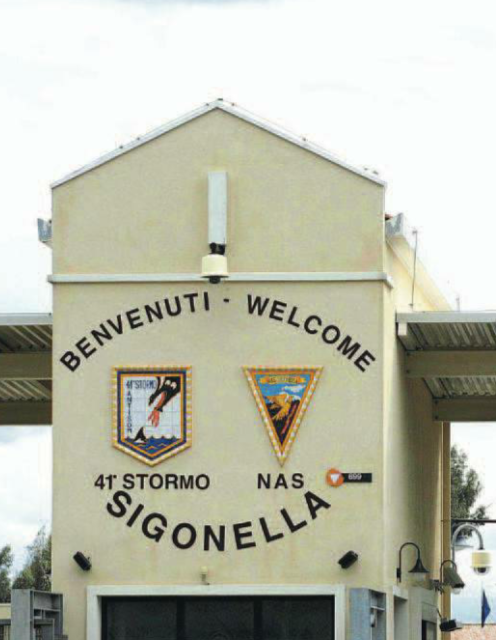
l'entrée de la base aérienne

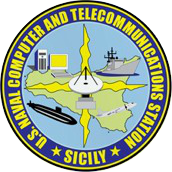
Insigne de la station informatique et de télécommunications de la marine américaine en Sicile.

La base aérienne de Sigonella (Aeroporto militare "Cosimo Di Palma") est une base aérienne italienne (ou Aeronautica militare), située en Sicile à l'extrême-nord de la Province de Syracuse, à une quinzaine de kilomètres au sud-ouest de Catane. L'United States Navy utilise également la base depuis le 15 juin 1959. Sigonella est la base principale du système de surveillance AGS de l'OTAN,.

## Situation
Naval Air Station Sigonella ( IATA : NSY , OACI : LICZ ) est une force aérienne italienne ( italien : Aeroporto "Cosimo Di Palma" di Sigonella ), et une base United States Navy, et une installation de l'OTAN (Sigonella base en Sicile) , en Italie . L'ensemble de la base Naval Air Station Meridian (NSA) est un locataire de l'armée de l'air italienne, qui en a le contrôle militaire et administratif. Elle est une base italienne pour la 41º Stormo (it) AntiSom (41e escadre de guerre anti-sous-marine). NAS Sigonella agit également en tant que propriétaire de plus de 40 autres commandes et activités américaines. Elle est située à 15  km à l'ouest et à 11 km au sud de la ville de Catane , et à environ 40 km au sud de l'Etna.